# Музы (картина)
«Музы» (итал. Le Muse), или «Девять муз» — картина венецианского художника Якопо Тинторетто, написанная в 1578 году. На ней изображены музы, богини древнегреческой мифологии. Входит в Королевскую коллекцию и находится в Кенсингтонском дворце в Лондоне.

## Описание
Первоначально девять муз считались божественным вдохновением для поэзии, песни и танца, но со временем стали символами всех гуманитарных наук. Вместе с Аполлоном, представленный на полотне не фигурой, а в виде солнца, девять фигур муз символизируют «гармонию сфер». Широкими мазками Тинторетто создал ярко выраженные обнаженные фигуры, которые летают и вращаются с необычайной свободой.

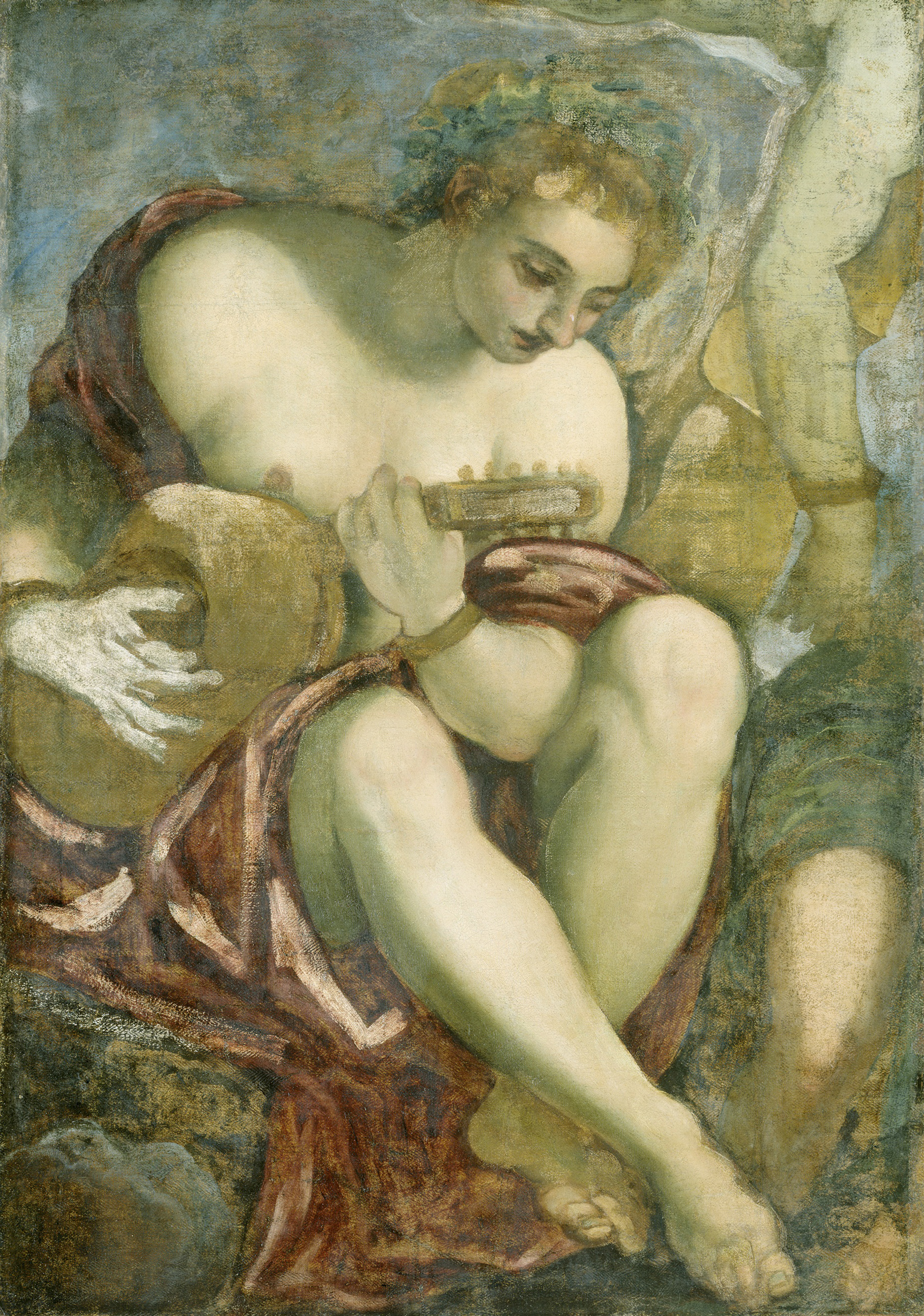
Тинторетто. «Муза с лютней». (Рейксмюсеум, Амстердам).

Существует несколько версий и модификаций этой композиции. Одна из них «Аполлон и музы» находится в Художественном музее Индианаполиса, в коллекции Клоу, и принадлежит, возможно, кисти сына художника Доменико Тинторетто. Фрагмент «Муза с лютней», находящийся в Рейксмюсеуме в Амстердаме, включает только нижнюю левую сидящую фигуру. Вариант с изображением Аполлона, муз и трёх граций в Дрездене погиб во время Второй мировой войны. Качество изображения картины в Королевской коллекции предполагает, что она является основной версией.

## История
Картина принадлежала коллекции Гульельмо I Гонзага, герцога Мантуи, который непосредственно приобрёл картину у художника при посещении его в Венеции. В 1627 году она висела рядом с другой картиной Тинторетто «Эсфирь перед Артаксерксом» в проходе в Палаццо Дукале в Мантуе. Картина была приобретена из коллекции Гонзага королём Англии Карлом I. После казни Карла I в 1649 году картина была оценена в £80 и продана. Впоследствии она вернулась во владение королевской семьи в период Реставрации (1660).